# Almagre

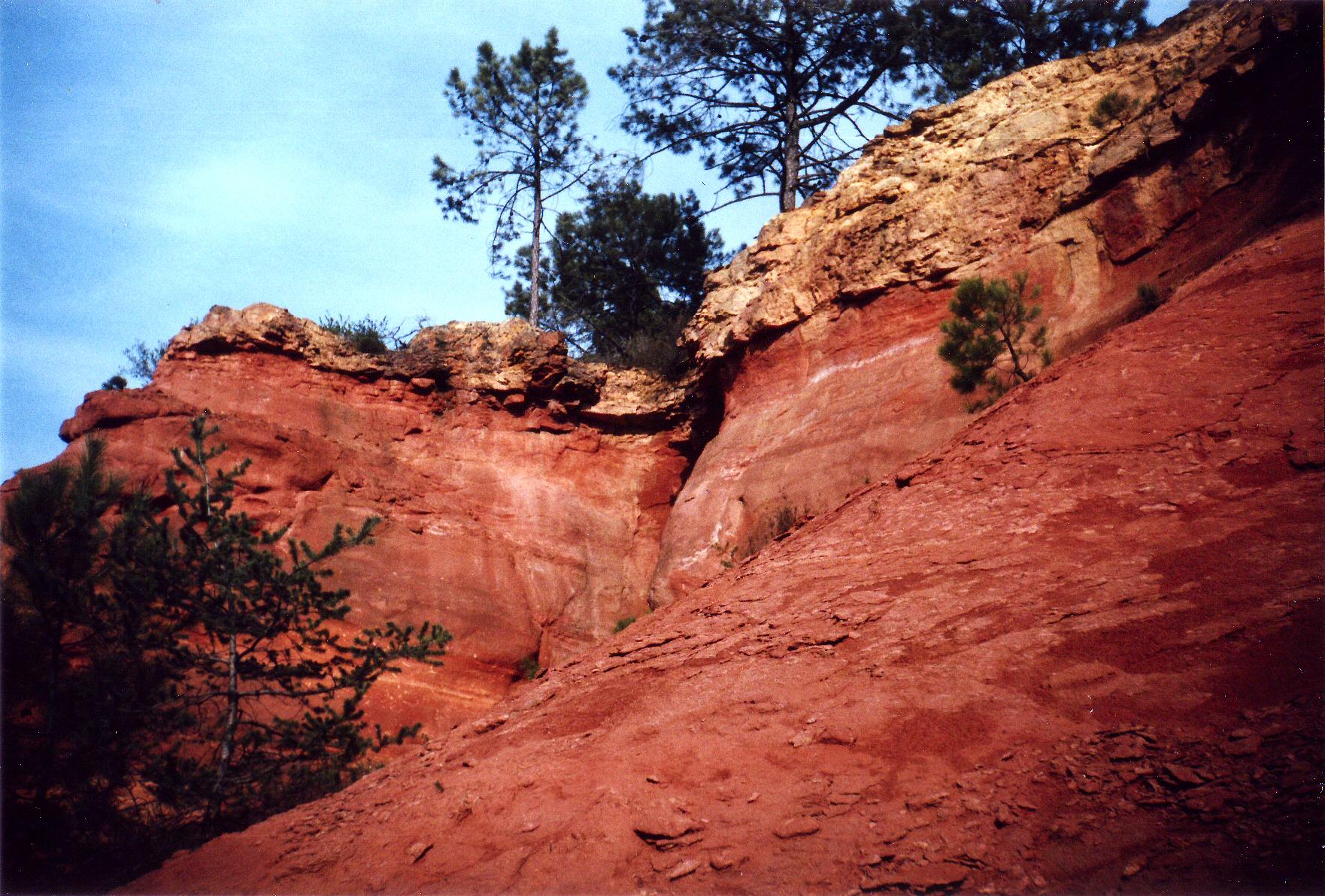
Filão de almagre.

Almagre é um tipo de argila de cor avermelhada, utilizada na indústria e em pinturas rústicas.